# Чванов, Владимир Константинович
Владимир Константинович Чва́нов (20 апреля 1936, Тамбов, Воронежская область — 21 мая 2022) — российский учёный в области космического двигателестроения, заслуженный деятель науки РФ, доктор технических наук, профессор, первый заместитель генерального директора и главный конструктор НПО «Энергомаш».

## Биография
Родился 20 апреля 1936 года.
Окончил с отличием факультет № 2 «Авиационные двигатели» Куйбышевского авиационного института (1959). По направлению работал в п/я 32 (Куйбышевский моторостроительный завод им. М. В. Фрунзе): инженер, старший инженер (1960), ведущий конструктор (1965).
С 1966 года в НПО «Энергомаш» (г. Химки): старший инженер-расчетчик, начальник отдела (1973), главный конструктор (1992), первый зам. генерального директора и генерального конструктора (с 1993); первый зам. генерального директора, главный конструктор НПО (с 2008); первый зам. исполнительного директора, главный конструктор (2010); в настоящее время (2019) — советник генерального директора НПО Энергомаш.
С 1968 г. по совместительству: старший преподаватель, доцент, профессор, с 2001 по 2009 г. заведующий кафедрой ЖРД в МАИ.
Принимал участие в создании всех модификаций двигателей I и II ступеней ракет семейства Р-7, двигателя для ракеты Р-9, экспериментальных двигателей, использующих новые компоненты топлива, двигателя РД-120 второй ступени РН «Зенит».
Под его непосредственным руководством разработаны конструкции двигателей РД-180 для РН «Атлас» и РД-191 для РН «Ангара».
Автор (соавтор) более 100 научных работ и 23 изобретений, доктор технических наук (1989), профессор (1993).
Скончался 21 мая 2022 года.

## Награды и звания
- Заслуженный деятель науки РФ (1997). Заслуженный изобретатель РСФСР (1981). Лауреат Государственной премии СССР (1988) — за участие в создании двигателя РД-120 для второй ступени ракеты носителя «Зенит». Лауреат Государственной премии РФ (2003) — за работу «Исследование, разработка и внедрение на мировой рынок мощного маршевого ЖРД РД-180». Лауреат премии Правительства РФ (2012) — за участие в разработке фундаментальных основ проектирования ракетных двигателей. Кавалер орденов «Знак Почёта» и «За заслуги» III степени (2004, Украина)[1]. В 2017 году удостоен высшего знака отличия Роскосмоса «За верность космосу» за номером № 002[2] (знак за номером № 001 получила Валентина Терешкова).
- Почётная грамота Правительства Российской Федерации (12 августа 2004 года) — за большой личный вклад в развитие ракетно-космической техники и укрепление обороноспособности страны[3]
- Благодарность Правительства Российской Федерации (30 апреля 2016 года) —  за большой вклад в развитие отечественного ракетного двигателестроения и в связи с 80-летием со дня рождения[4];

## Сочинения
- Проектирование донных экранов и теплоизоляции агрегатов двигателей летательных аппаратов : Учеб. пособие / Л. Л. Митин, Ю. Н. Ткаченко, В. К. Чванов; Моск. авиац. ин-т им. С. Орджоникидзе. — М. : Изд-во МАИ, 1993. — 38,[1] с. : ил.; 20 см; ISBN 5-7035-0726-X :
- Математическое моделирование рабочего процесса жидкостных ракетных двигателей : Учеб. для студентов вузов, обучающихся по направлению «Авиа- и ракетостроение» и специальности «Ракетные двигатели» / Е. Н. Беляев, В. К. Чванов, В. В. Черваков; Под ред. В. К. Чванова; М-во общ. и проф. образования Рос. Федерации. Моск. гос. авиац. ин-т (техн. ун-т). — М. : Изд-во МАИ, 1999. — 224, [1] с. : ил., табл.; 20 см; ISBN 5-7035-2221-8
- «Энергомаш», научно-производственное объединение им. В. П. Глушко (Химки). Труды / Рос. авиац.-косм. агентство, НПО Энергомаш им. акад. В. П. Глушко (ГДЛ-ОКБ). — Москва, 2002-. — 21 см. 29 / под ред В. К. Чванова. — 2012. — 370 с. : ил., портр., табл.; ISSN 20790228